# 杭州百货大楼
30°16′19.1″N 120°09′33.3″E / 30.271972°N 120.159250°E

商标

杭州百货大楼位于杭州市延安路546号，坐落于繁华的武林广场商业区东南侧，1989年11月1日开业，属百大集团股份有限公司（主要股东为西子国际控股）所有。总营业面积24000平方米，经营品种79000种，是集购物、风味小吃、游艺于一体的综合性大型商场。定位以中档商品为主，向高档商品发展，兼营低档商品。目前杭百已形成了“国内名优品牌为主体，国际品牌、地方特色品牌为补充”的经营格局，是中国零售百强企业。

## 简介

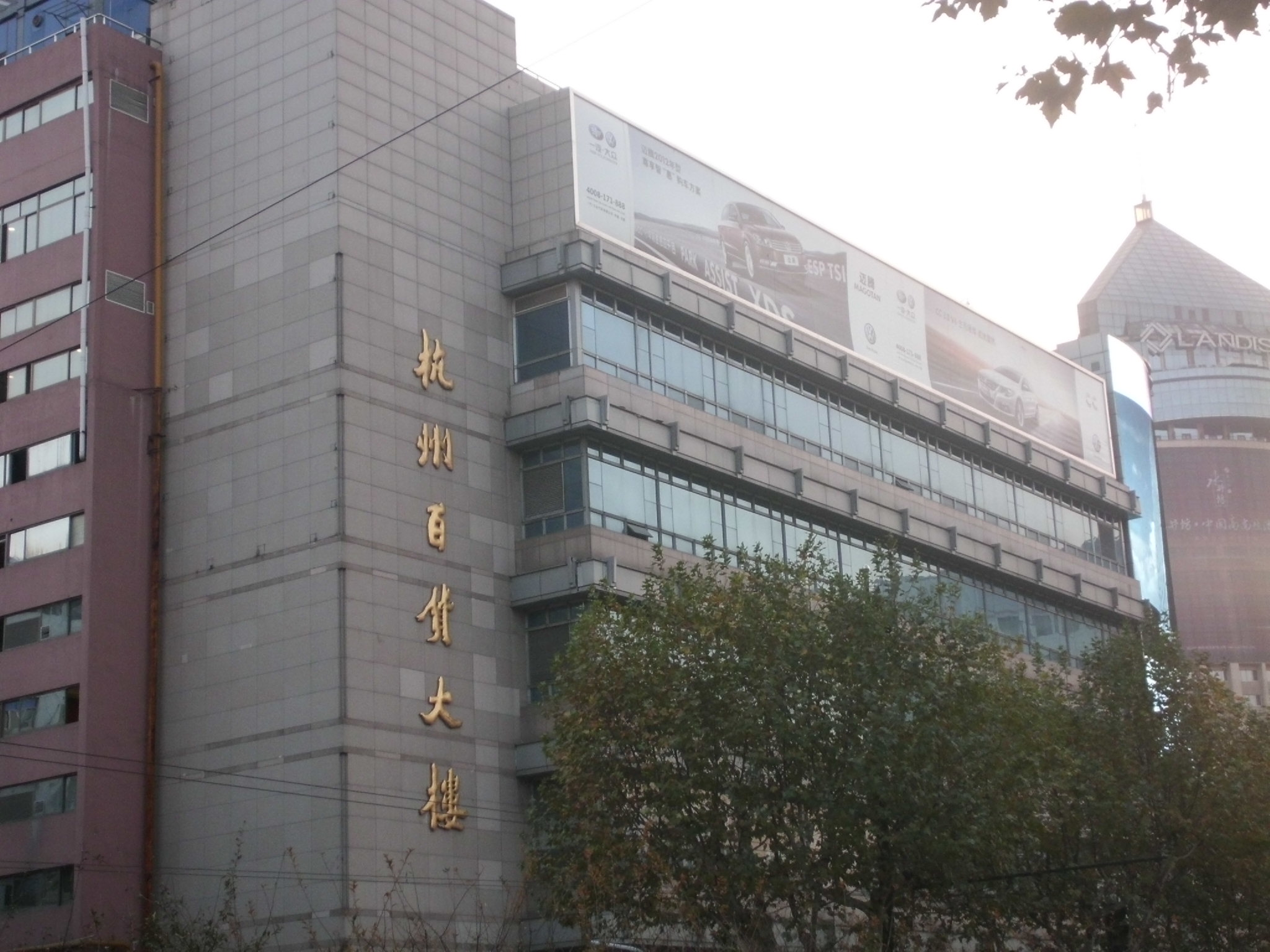
体育场路看大楼

大楼分南北两楼，北楼有地下一层、地上四层，设有五金厨卫、食品、日化、百货、针织、男装、女装、羊毛衫纺织、文体儿童、鞋帽共十个商场；1999年11月1日开业的南楼与北楼贯通，共四个营业楼层，设有黄金钟照、家电、电讯、家居饰品共四个商场。
2008年杭百委托浙江银泰百货负责管理，管理期限为2008年3月1日至2028年2月28日共二十年。2028年4月1日起，杭州百货大楼出租予恒隆地产，用于兴建中的杭州恒隆广场工程。租金标准为人民币 3750万元/季度，即每年人民币1.5亿元。每三年，租金在前一个周期租金标准基础上递增4.5%

## 百大集团
百大集团旗下资产：浙江百大置业有限公司、浙江百大酒店管理有限公司、浙江百大资产管理有限公司、百大物服（杭州）物业服务有限责任公司、杭州百货大楼、杭州大酒店、物业服务分公司等分子公司。